# 瑟埃迪內尼埃雪原

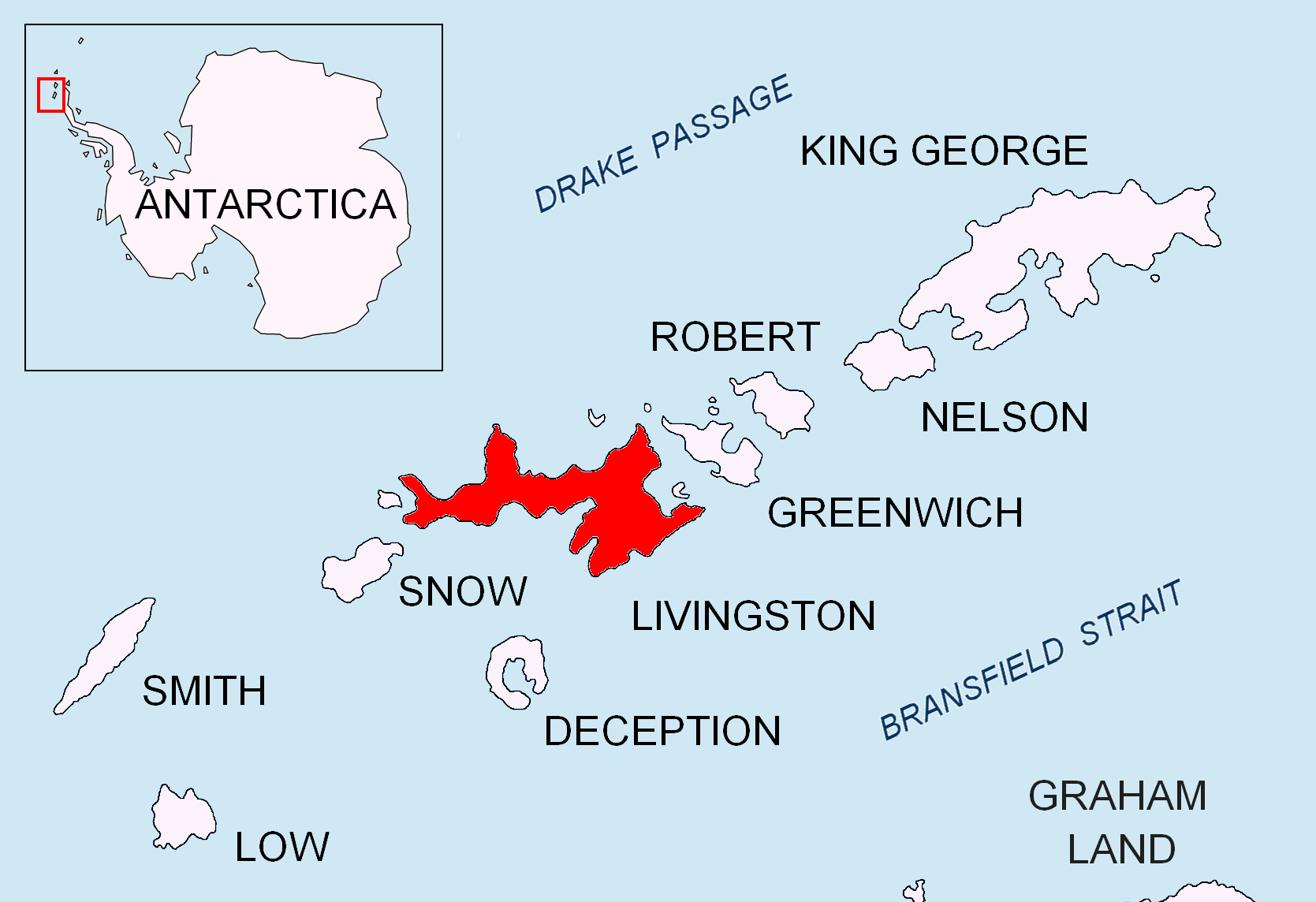

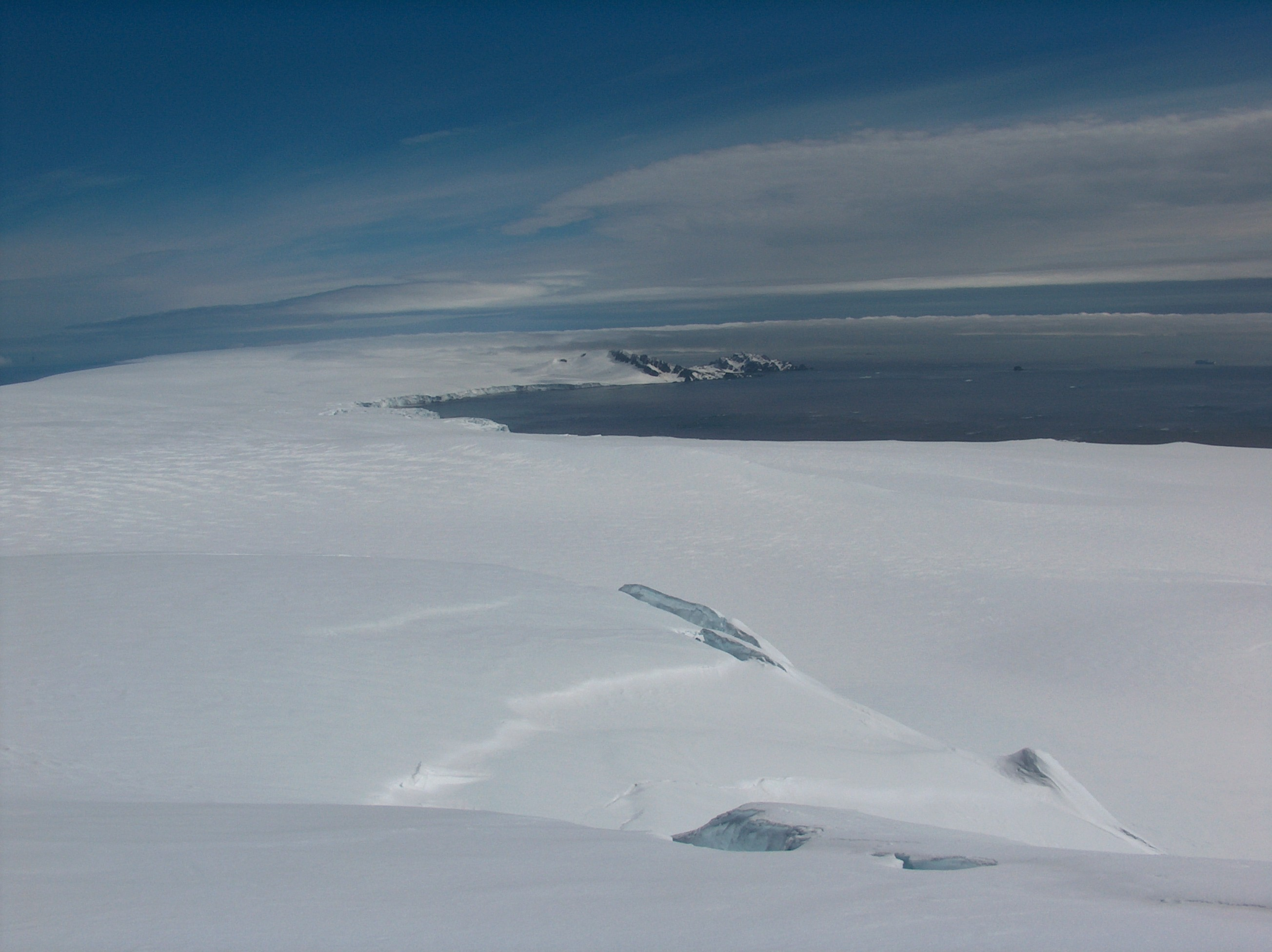

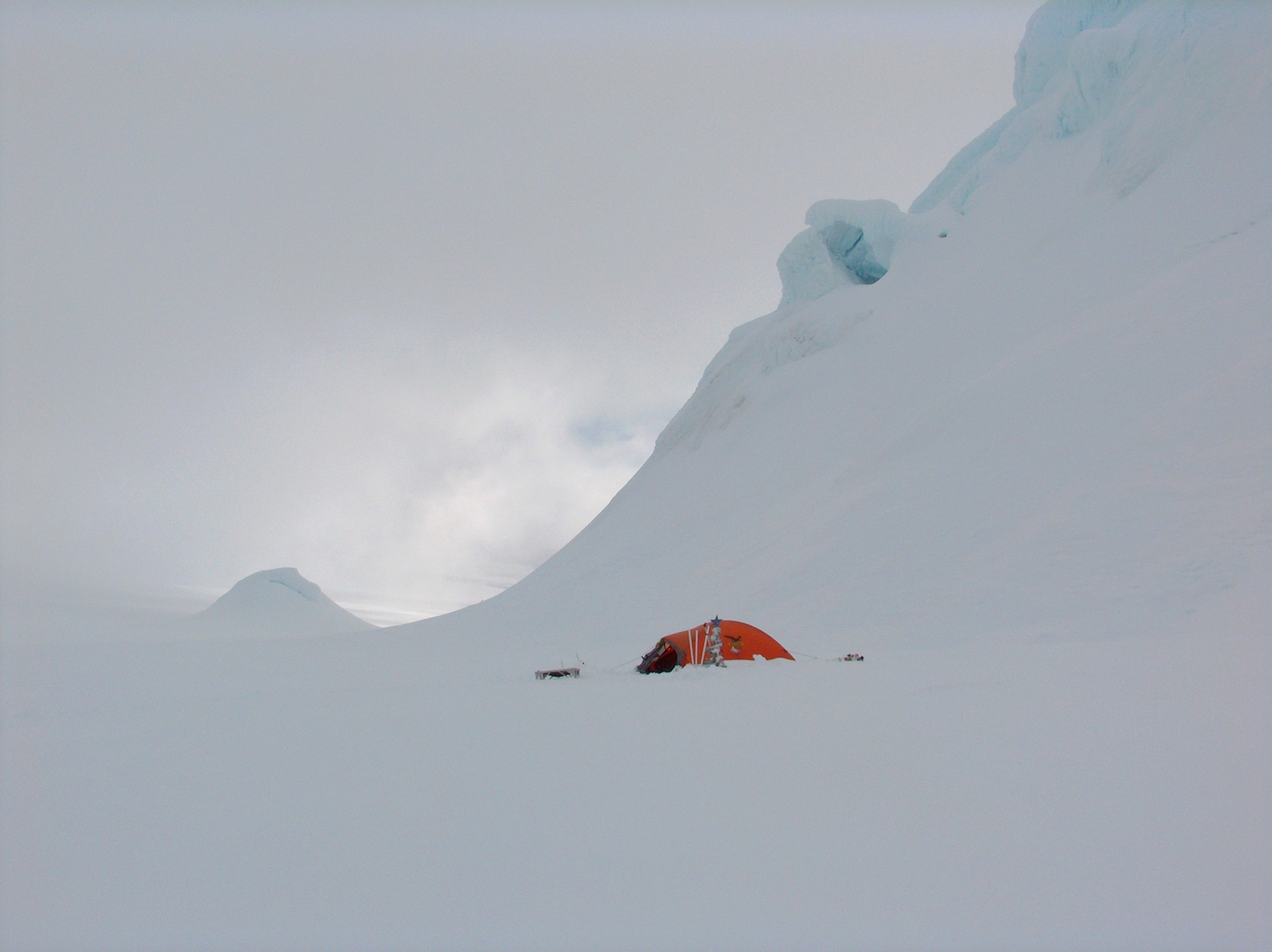

联合雪原（英語：Saedinenie Snowfield），或全音译为瑟埃迪內尼埃雪原，是南極洲的雪原，位於南設得蘭群島的利文斯頓島，最終在默爾塔角和斯拉布角之間注入英雄灣，以保加利亞城鎮联合镇命名，現時由南極條約體系管理。